# Капыкыры
Капыкыры (тур. Kapıkırı) — деревня в Турции. Расположена на северо-восточном берегу озера Бафа, у подножья хребта Бешпармак. Напротив расположен одноимённый остров. Административно относится к району Миляс в иле Мугла.

## История

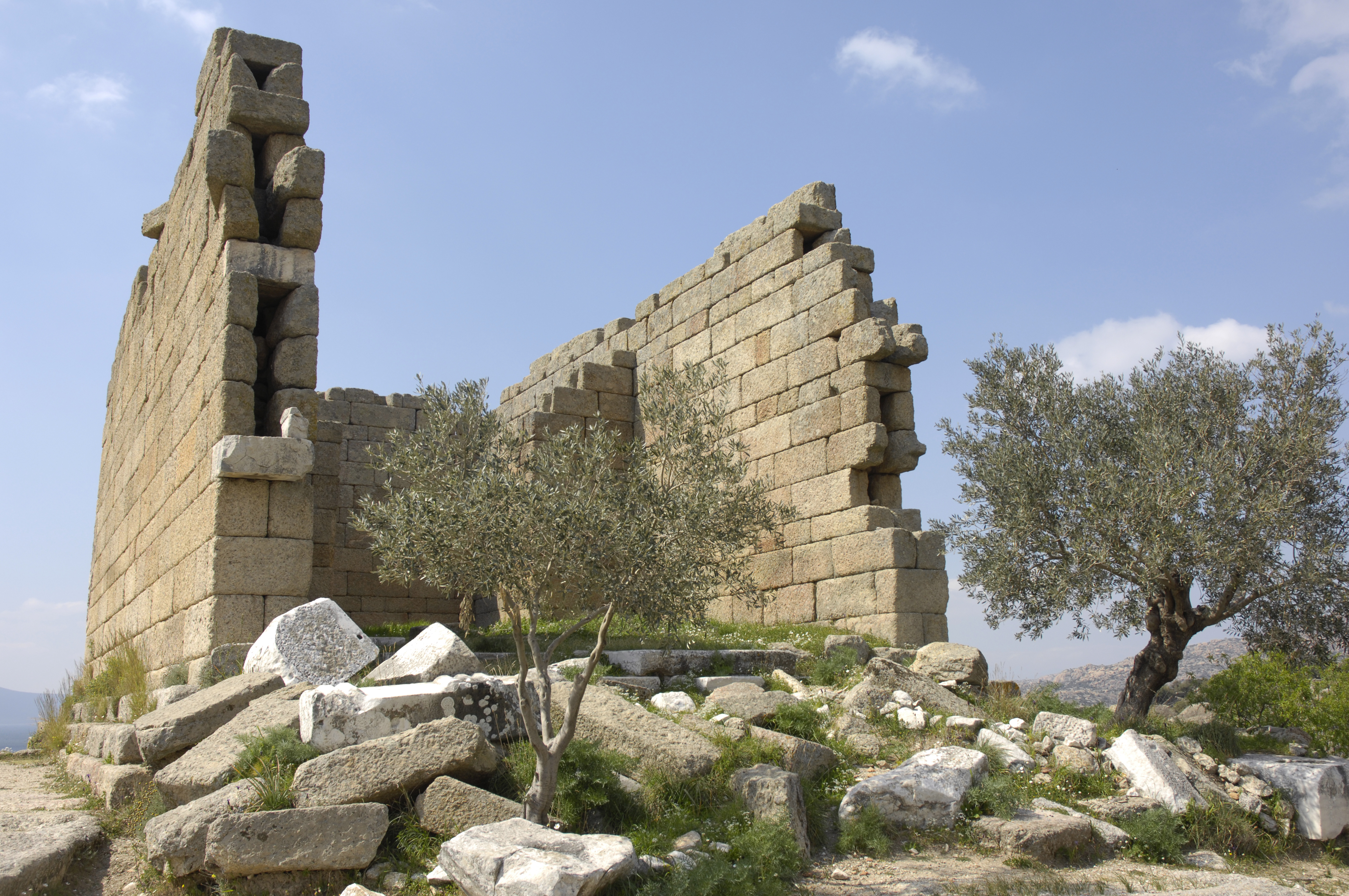
Храм Афины в Ираклии-на-Латмосе. II век до н. э. — I век н. э.

Скалистый горный массив Бешпармак с пещерами был заселен со времен неолита (6-е тысячелетие до н. э.), здесь сохранился ряд наскальных рисунков этой эпохи. В античный период область Капыкыры находилась на берегу залива Эгейского моря. Карийский город Латмос (др.-греч. Λάτμος) на восточной оконечности залива известен с V века до н. э., когда он входил в Делосский союз. В IV веке до н. э. город был перенесен на 1 км западнее, перестроен по гипподамовой системе и переименован в Ираклию (Гераклею) на Латмосе (Ἡράκλεια Λάτμου или Ἡράκλεια ὑπὸ Λάτμῳ, лат. Heraclea ad Latmum), которая в эллинистическую и римскую эпохи была значительным морским портом. От античности здесь сохранились остатки театра, храмов Афины и Эндимиона, терм, крепостных стен и ряда других построек. В Средние века в результате заиливания дна в западной части залива от речных наносов Меандра (ныне Большой Мендерес) весь залив постепенно превратился в солёное Милетское озеро, названное по расположенному к северо-западу Милету. Морские коммуникации были прерваны и городская жизнь в Ираклии постепенно пришла в упадок. 
На берегах и островах озера, а также в массиве Бешпармак к северу и востоку от Ираклии в византийскую эпоху в VII—XV вв. находился крупный монашеский центр Латрос (Λάτρος).